# Latrodectus geometricus
A Latrodectus geometricus, comumente conhecida como viúva marrom, viúva negra marrom,  ou aranha geométrica, é uma das aranhas do gênero Latrodectus . Como tal, é parente da conhecida Latrodectus mactans (viúva negra). A viúva marrom tem listras preto e branco nas laterais de seu abdômen e nas patas, bem como uma marcação em formato de ampulheta de cor amarelada. Seus ovos são facilmente identificados por pontos que se projetam do saco, formando uma bola espinhosa semelhante a um fruto de mamona. As aranhas da espécie L. geometricus são encontrados em todo o mundo, mas acredita-se que sejam originários da África ou da América do Sul. Suas mordidas, embora dolorosas, não são consideradas perigosas.

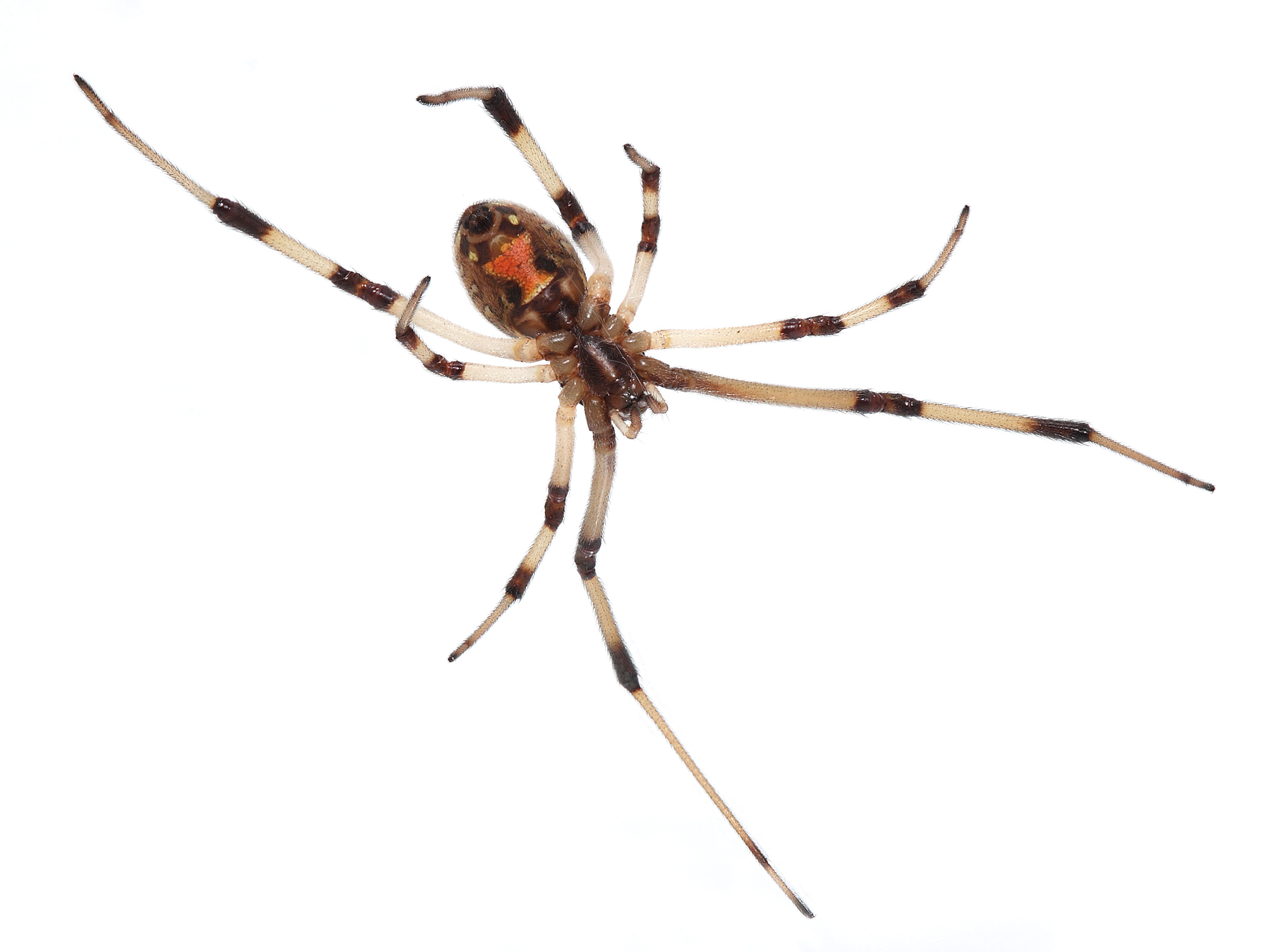
O desenho em forma de ampulheta na parte ventral da aranha.

## Taxonomia
A L. geometricus tem seu nome derivado do padrão geométrico em seu abdômen. No entanto, a coloração da aranha pode escurecer com o tempo e o padrão pode ficar obscurecido.
Aranhas viúvas semelhantes incluem a L. rhodesiensis, uma parente de cor marrom nativa do Zimbábue.

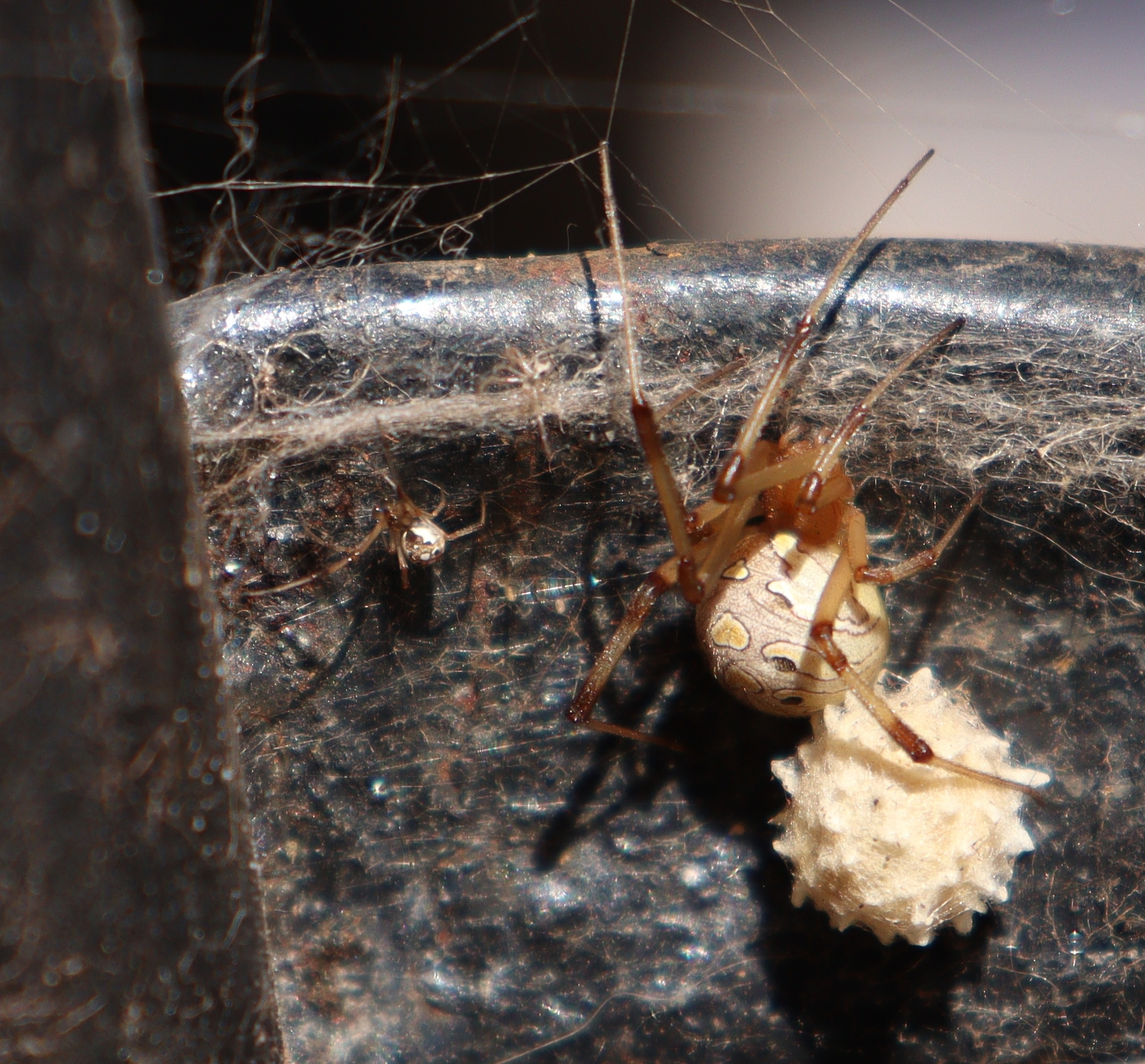
Saco de ovos da viúva marrom

## Descrição
L. geometricus é  menor e de cor mais clara do que a viúva negra ; a cor pode variar do castanho escuro ao preto, com tons de cinza possíveis.
As viúvas marrons podem ser identificadas pelos seus sacos de ovos característicos. Eles se assemelham a um fruto de mamona, tendo projeções pontiagudas por toda parte, e às vezes são descritos como "tufados", "fofos", ou "espinhosos" na aparência. Os ovos eclodem após aproximadamente 20 dias. As fêmeas da espécie põem cerca de 120-150 ovos por saco e podem produzir 20 sacos de ovos ao longo da vida.

## Distribuição geográfica
A viúva marrom tem distribuição cosmopolita. O Catálogo World Spider a trata como originária da África, com 

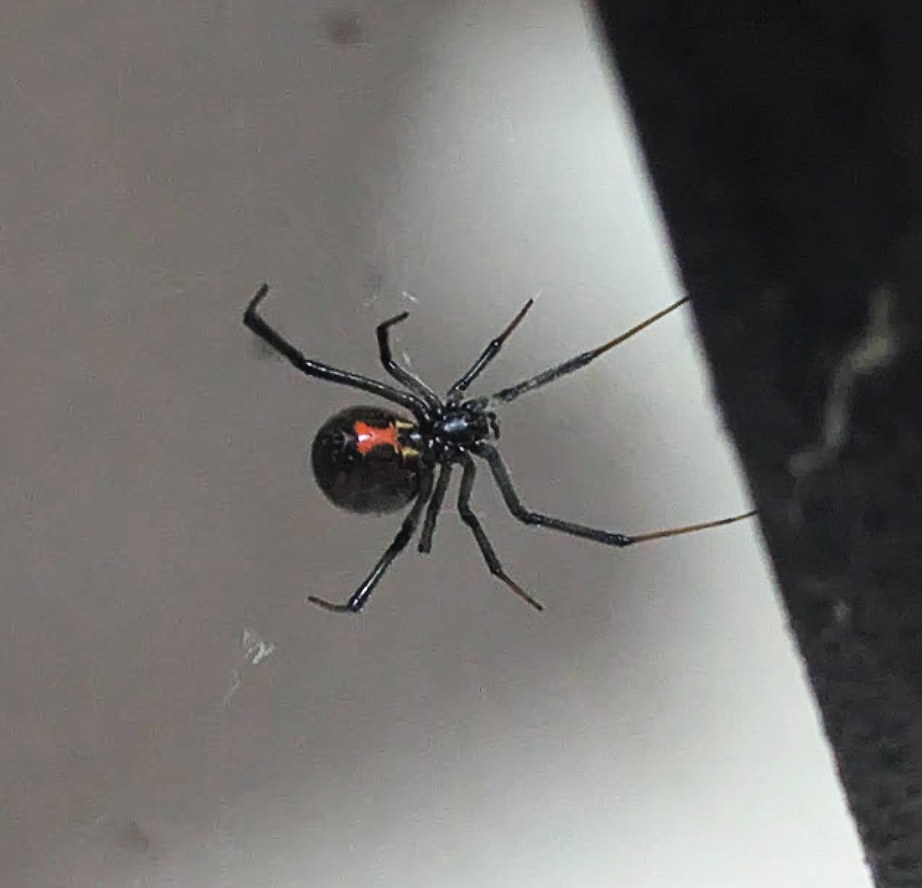
Viúva castanha com variação de cor escura encontrada em Zarcero, Costa Rica

introduções em diversas partes do mundo.  Há correntes de pesquisa que indicam sua origem como da África do Sul, embora isso seja incerto, já que espécimes foram descobertos tanto na África quanto na América do Sul . Eles geralmente são encontrados ao redor de edifícios em áreas tropicais e podem competir com populações da viúva negra. É encontrado em muitas áreas da África do Sul, Estados Unidos (incluindo Havaí), Austrália, Japão, República Dominicana, e Chipre .

### Ameaça às espécies nativas
Em 2012, pesquisadores da Universidade da Califórnia, em Riverside, sugeriram que a aranha viúva-marrom, recém-estabelecida no sul da Califórnia, pode estar prejudicando as aranhas viúva-negra da região, competindo por território. A evidência sugere que a viúva castanha pode ser mais hostil e agressiva para com a sua parente, a viúva negra, do que a viúva negra é para com ela. Isso se confirmando, os seres humanos podem ser beneficiados, pois as mordidas de viúvas marrons são menos tóxicas que as das viúvas negras.

## Toxicologia
Como todas as espécies de Latrodectus, L. geometricus tem um veneno neurotóxico. O veneno atua nas terminações nervosas causando os sintomas muito desagradáveis do latrodectismo. As picadas de viúva marrom, contudo, geralmente são muito menos perigosas que os de L. mactans, a viúva negra. Os efeitos da toxina geralmente ficam confinados à área da picada e aos tecidos circundantes.
As mordidas de viúva marrom são menores em comparação com as mordidas de viúva negra, possivelmente inoculando menos veneno. O LD 50 do veneno de L. geometricus foi medido em camundongos como 0,43 mg/kg.